# Берегите ваши лица
Берегите ваши лица — спектакль Театра на Таганке по стихам Андрея Вознесенского. Спектакль был показан в феврале 1970 года всего 3 раза и был запрещен властями.

## О спектакле

### История создания
В 1968 году поэт Андрей Вознесенский и режиссёр Театра на Таганке Юрий Петрович Любимов начали работу по созданию спектакля по стихам А. А. Вознесенского.
10 июля 1968 года в «Литературной газете» появилась публикация А. Вознесенского, в которой он написал": «Для театра на Таганке, с которым мы давно дружим, окончил пьесу „Берегите ваши лица“. Сейчас с Юрием Петровичем Любимовым, режиссёром удивительной метафоричности, мы доводим её до постановки».
Репетиции начались в середине 1969 года и шли в течение нескольких месяцев. 28 января 1970 года состоялся прогон, а неделю спустя композиция «Берегите наши лица» была представлена Главному управлению культуры. При обсуждении постановки — среди прочих претензий со стороны чиновников — было высказано весьма резкое замечание по поводу смешения на сцене «высокого и низкого стиля»: «Как это можно — то Бах звучит у вас, то — Высоцкий…». Кроме того, участников обсуждения насторожил палиндром Вознесенского «А Луна канула», который по предложению поэта был размещён над сценой. В этом перевёртыше чиновники увидели намёк на упущенное первенство при реализации советской лунной программы.
В феврале 1970 года спектакль был выпущен. Сюжет в пьесе, в обычном понимании, отсутствовал, были просто стихи, выстроенные автором в определённом порядке. Спектакль был составлен из отдельных сцен-чтений, сцен-пантомим, этюдов и проходил в виде "открытой репетиции: режиссёр мог остановить спектакль и попросить актёров повторить сцену ещё раз.
Спектакль прошёл всего 3 раза (7 и 10 февраля 1970 года) и был закрыт навсегда.
Юрий Петрович Любимов в своей книге «Рассказы старого трепача» писал:

На последнем спектакле я раза два остановил эти этюды и говорил с Владимиром — он читал стихотворение Вознесенского, знаменитое довольно, в «Новом мире» оно было напечатано:
Я в кризисе — в бескризиснейшей из систем
Один переживаю кризис.
Но ничего, пять тысяч поэтов Российской Федерации
напишут за меня, они не знают деградации!
И публика очень хлопала и реагировала на этот стих. И Владимир его прочел так зло и вызывающе. Я говорю:
— Володя, подожди, зачем ты так, ну зачем, скажи это более мягко, по-доброму и легко, с иронией. Стоит ли тебе, на кого ты злишься? Возьми выше, где тебе удобно.
И он действительно, читал второй раз по-другому. И публика хлопала. Ну, и дохлопались мы до того, что закрыли все.

## Над спектаклем работали
- Автор сценической версии: Андрей Вознесенский
- Постановка: Юрий Любимов
- Художник-постановщик: Энар Стенберг
- Музыкальное оформление: Владимир Высоцкий, Борис Хмельницкий
- Режиссёры пантомим: Валерий Беляков, Юрий Медведев
- Директор театрального проекта: Николай Дупак
- Актёры: Геннадий Байсак, Иван Бортник, Валерий Беляков, Владимир Высоцкий, Алла Демидова, Наталья Егельская, Валерий Золотухин, Татьяна Иваненко, Олег Киселев, Юрий Медведев, Елена Озерцова, Зоя Пыльнова, Зинаида Славина, Вениамин Смехов, Юрий Смирнов, Вячеслав Спесивцев, Леонид Филатов, Борис Хмельницкий, Аида Чернова, Нина Шацкая, Олег Школьников.

## Роль Владимира Высоцкого в спектакле
В постановке было несколько номеров у Владимира Высоцкого. Он открывал представление своей «Песней о нотах» («Я изучил все ноты от и до…»), читал стихотворение Вознесенского «Я — в кризисе. Душа нема», читал одно стихотворение в образе Тёти Моти и исполнял ещё одно собственное произведение — «Охоту на волков».
Высоцкий пел «Охоту…» («Обложили меня, обложили…») с отчаянием и драматизмом. Когда номер закончился, зрители потребовали повторить песню, и актёр вновь исполнил её с тем же накалом.
Эта песня, написанная во время съёмок художественного фильма «Хозяин тайги», являлась своеобразным откликом на газетную кампанию 1968 года, когда сразу в нескольких изданиях появились публикации, в которых дискредитировалось песенное творчество Владимира Семёновича. Так, авторы статьи «О чём поёт Высоцкий» («Советская Россия», 1968, 9 июня) утверждали, что в его произведениях «под видом искусства преподносятся обывательщина, пошлость, безнравственность». В статье «С чужого голоса» («Тюменская правда», 1968, 7 июля) Высоцкий был назван автором «грязных и пошлых песенок, воспевающих уголовщину и аполитичность». В публикации «Прекрасное — в каждый дом» («Правда», 1968, 14 апреля) упоминалось про записи, в которых исполнитель «сипло причитает дикие блатные песенки и смакует воровской жаргон». Любимов не скрывал, что, включив «Охоту на волков» в постановку «Берегите ваши лица», он сделал попытку «легализовать Высоцкого».